# Bahnstrecke Scheuerfeld–Emmerzhausen
| Bahnhof Gebhardshain-Steinebach (2010) |                                                                   |                                                          |                                          |
| Streckennummer (DB): | 9278 (Scheuerfeld–Emmerzhausen) 9279 (Bindweide–Nauroth neuer Bf) |                                                          |                                          |
| Kursbuchstrecke (DB): | 194j (1949)                                                       |                                                          |                                          |
| Kursbuchstrecke: | 194j (Scheuerfeld – Nauroth neuer Bf 1946)                        |                                                          |                                          |
| Streckenlänge: | 1939–1944: 37,4 km 1977–2010: 20,2 km                             |                                                          |                                          |
| Spurweite: | 1435 mm (Normalspur)                                              |                                                          |                                          |
| Streckenklasse: | Kleinbahn (Preußen)                                               |                                                          |                                          |
| Maximale Neigung: | 25 ‰                                                              |                                                          |                                          |
| |                                                                   |                                                          |                                          |
| Streckenverlauf \| \| \| von Siegen; Anst Schäfer-Shop \| \| \| \| 0,0 \| Scheuerfeld WEBA \| 177,45 m \| \| \| \| \| \| \| \| \| Scheuerfeld (Sieg) / nach Köln \| 175 m \| \| \| 2,4 \| Scheuerfelder Tunnel (302 m) \| Scheuerfelder Tunnel (302 m) \| \| \| \| Elbbachtalbahn (Meterspur, 1883–1913) \| \| \| \| \| Elbbach \| \| \| \| 5,6 \| Elben Trafo-Umladestelle \| 297,32 m \| \| \| \| L 281 \| \| \| \| 7,3 \| Gebhardshain-Steinebach \| 334,75 m \| \| \| \| Grube … (erster Anschluss 1883–1913) \| \| \| \| 10,6 \| Bindweide \| 410,32 m \| \| \| \| 1934 mit Stützmauer 1 über alter Strecke \| \| \| \| \| \| \| \| \| 11,01,8←0,0 \| Rosenheim (Ww) Bf 2 / Bk 3 \| 427,08 m \| \| \| \| \| \| \| \| 11,6 \| Dickendorf \| Dickendorf \| \| \| 12,0 \| Abzw Buchenkopf (Steinbruch, bis 1931) \| Abzw Buchenkopf (Steinbruch, bis 1931) \| \| \| \| \| \| \| \| 13,7 14,0 \| Elkenroth Altbf 1914–1931, dann Hp am BÜ Betzdorfer Str. \| 457,08 m \| \| \| \| \| \| \| \| 14,9 \| Elkenroth Gbf \| Elkenroth Gbf \| \| \| 3,8 00,0 \| Luckenbach (1934–1974) \| 391,04 m \| \| \| 16,8 00,0 \| Nauroth Alter Bf im Ort, 1914–1931 \| 409 m \| \| \| 4,4 00,0 \| Nauroth (neuer Bf, 1934–1974) \| 397,74 m \| \| \| 15,8 \| Ende Privatanschlussgleis 1926 \| Ende Privatanschlussgleis 1926 \| \| \| 16,7 \| Weitefeld Ende der Gleise 4 \| 473,1 m \| \| \| 18,4 \| Oberdreisbach Ende 1977–2010 \| 487 m \| \| \| 20,3 \| Friedewald 5 \| 495,95 m \| \| \| 22,5 \| Derschen – Strecke war Grenze zum … \| Derschen – Strecke war Grenze zum … \| \| \| 24,0 \| Mauden … Truppenübungsplatz Daaden \| Mauden … Truppenübungsplatz Daaden \| \| \| 26,40,000 \| Emmerzhausen \| 597,2 m \| \| \| \| Bong’sches Mahlwerk 6 (1930–1970) \| \| \| \| 0,560 \| ab hier in Staatsbesitz (1939–1947) \| ab hier in Staatsbesitz (1939–1947) \| \| \| \| Landesgrenze Rheinland-Pfalz / NRW \| \| \| \| \| Lippe \| \| \| \| \| B 54, Scheitelpunkt \| \| \| \| 7,596 \| Flughafen Siegerland \| 599 m \| \| \| \| \| \| \| 1 Seit Ende 2020 provisorische Rundholzumladung auf die Straße 2 und Strecke bis dorthin 1934–2010 3 Kotzenrother / Rosenheimer Lay 4 ggf. Materialseilbahn zu WW-Holzpellets unter der Stromtrasse 5 Streckenende 1928–1930 und 1970–1977 6 Verarbeitung von Basalt zu Schotter \| \| \| \| \| Quellen: [1][2] \| \| \| \| |                                                                   |                                                          |                                          |
| Strecke Tunnelanfang |                                                                   | von Siegen; Anst Schäfer-Shop                            | von Siegen; Anst Schäfer-Shop            |
| Strecke | 0,0                                                               | Scheuerfeld WEBA                                         | 177,45 m                                 |
| Überleitstelle / Spurwechsel rechts |                                                                   |                                                          |                                          |
| Bahnhof · Strecke |                                                                   | Scheuerfeld (Sieg) / nach Köln                           | 175 m                                    |
| Tunnel | 2,4                                                               | Scheuerfelder Tunnel (302 m)                             | Scheuerfelder Tunnel (302 m)             |
| Abzweig geradeaus und ehemals nach links · Strecke von rechts |                                                                   | Elbbachtalbahn (Meterspur, 1883–1913)                    | Elbbachtalbahn (Meterspur, 1883–1913)    |
| Strecke |                                                                   | Elbbach                                                  | Elbbach                                  |
| Dienststelle, ehemals Bahnhof · Strecke | 5,6                                                               | Elben Trafo-Umladestelle                                 | 297,32 m                                 |
| Strecke · Strecke |                                                                   | L 281                                                    | L 281                                    |
| ehemaliger Bahnhof · Strecke | 7,3                                                               | Gebhardshain-Steinebach                                  | 334,75 m                                 |
| Strecke nach halblinks · Betriebsstelle Streckenende |                                                                   | Grube … (erster Anschluss 1883–1913)                     | Grube … (erster Anschluss 1883–1913)     |
| Strecke von links (außer Betrieb) · Dienststation / Betriebs- oder Güterbahnhof | 10,6                                                              | Bindweide                                                | 410,32 m                                 |
| Strecke (außer Betrieb) · Überleitstelle / Spurwechsel Streckenanfang und links |                                                                   | 1934 mit Stützmauer 1 über alter Strecke                 | 1934 mit Stützmauer 1 über alter Strecke |
| |                                                                   |                                                          |                                          |
| Bahnhof (Strecke außer Betrieb) · Strecke · Betriebsstelle Strecke ab hier außer Betrieb | 11,01,8←0,0                                                       | Rosenheim (Ww) Bf 2 / Bk 3                               | 427,08 m                                 |
| |                                                                   |                                                          |                                          |
| Strecke (außer Betrieb) | 11,6                                                              | Dickendorf                                               | Dickendorf                               |
| Strecke (außer Betrieb) · Strecke (außer Betrieb) · Abzweig geradeaus und nach links (Strecke außer Betrieb) | 12,0                                                              | Abzw Buchenkopf (Steinbruch, bis 1931)                   | Abzw Buchenkopf (Steinbruch, bis 1931)   |
| |                                                                   |                                                          |                                          |
| Strecke (außer Betrieb) · Bahnhof (Strecke außer Betrieb) | 13,7 14,0                                                         | Elkenroth Altbf 1914–1931, dann Hp am BÜ Betzdorfer Str. | 457,08 m                                 |
| |                                                                   |                                                          |                                          |
| Strecke (außer Betrieb) · Strecke (außer Betrieb) · Dienststation / Betriebs- oder Güterbahnhof (Strecke außer Betrieb) | 14,9                                                              | Elkenroth Gbf                                            | Elkenroth Gbf                            |
| Bahnhof (Strecke außer Betrieb) · Strecke (außer Betrieb) · Strecke (außer Betrieb) | 3,8 00,0                                                          | Luckenbach (1934–1974)                                   | 391,04 m                                 |
| Strecke (außer Betrieb) · Kopfbahnhof Streckenende (Strecke außer Betrieb) · Strecke (außer Betrieb) | 16,8 00,0                                                         | Nauroth Alter Bf im Ort, 1914–1931                       | 409 m                                    |
| Strecke nach links (außer Betrieb) · Kopfbahnhof Streckenende und quer (Strecke außer Betrieb) · Strecke (außer Betrieb) | 4,4 00,0                                                          | Nauroth (neuer Bf, 1934–1974)                            | 397,74 m                                 |
| Wechsel des Eisenbahninfrastrukturunternehmens (Strecke außer Betrieb) | 15,8                                                              | Ende Privatanschlussgleis 1926                           | Ende Privatanschlussgleis 1926           |
| | 16,7                                                              | Weitefeld Ende der Gleise 4                              | 473,1 m                                  |
| Dienststation / Betriebs- oder Güterbahnhof (Strecke außer Betrieb) | 18,4                                                              | Oberdreisbach Ende 1977–2010                             | 487 m                                    |
| Bahnhof (Strecke außer Betrieb) | 20,3                                                              | Friedewald 5                                             | 495,95 m                                 |
| Haltepunkt / Haltestelle (Strecke außer Betrieb) | 22,5                                                              | Derschen – Strecke war Grenze zum …                      | Derschen – Strecke war Grenze zum …      |
| Haltepunkt / Haltestelle (Strecke außer Betrieb) | 24,0                                                              | Mauden … Truppenübungsplatz Daaden                       | Mauden … Truppenübungsplatz Daaden       |
| Bahnhof (Strecke außer Betrieb) | 26,40,000                                                         | Emmerzhausen                                             | 597,2 m                                  |
| Dienststation / Betriebs- oder Güterbahnhof (Strecke außer Betrieb) |                                                                   | Bong’sches Mahlwerk 6 (1930–1970)                        | Bong’sches Mahlwerk 6 (1930–1970)        |
| Wechsel des Eisenbahninfrastrukturunternehmens (Strecke außer Betrieb) | 0,560                                                             | ab hier in Staatsbesitz (1939–1947)                      | ab hier in Staatsbesitz (1939–1947)      |
| Grenze |                                                                   | Landesgrenze Rheinland-Pfalz / NRW                       | Landesgrenze Rheinland-Pfalz / NRW       |
| Haltepunkt / Haltestelle (Strecke außer Betrieb) |                                                                   | Lippe                                                    | Lippe                                    |
| Strecke (außer Betrieb) |                                                                   | B 54, Scheitelpunkt                                      | B 54, Scheitelpunkt                      |
| Betriebs-/Güterbahnhof Streckenende (Strecke außer Betrieb) | 7,596                                                             | Flughafen Siegerland                                     | 599 m                                    |
| |                                                                   |                                                          |                                          |
| 1 Seit Ende 2020 provisorische Rundholzumladung auf die Straße 2 und Strecke bis dorthin 1934–2010 3 Kotzenrother / Rosenheimer Lay 4 ggf. Materialseilbahn zu WW-Holzpellets unter der Stromtrasse 5 Streckenende 1928–1930 und 1970–1977 6 Verarbeitung von Basalt zu Schotter |                                                                   |                                                          |                                          |
| Quellen: |                                                                   |                                                          |                                          |

Die Bahnstrecke Scheuerfeld–Emmerzhausen (Westerwaldbahn) ist eine Eisenbahnstrecke, die der Landkreis Altenkirchen, der nördlichste des deutschen Bundeslandes Rheinland-Pfalz, hauptsächlich bauen ließ, um über die Grube Bindweide hinaus am Rand der Westerwälder Hochebene und entlang seiner Grenze zum Westerwaldkreis die Infrastruktur zum Abbau von Eisenerz und Basalt zu schaffen. Ohne das Geschäft mit diesen Massengütern – sowie im Personenverkehr nicht weiterentwickelt – ist ihr Betrieb und ihre Erhaltung zunehmend davon abhängig, wie bewusst örtliche Unternehmen für ihre Güter diesen Transportweg wählen.

## Geschichte

### Der Vorläufer: die Krupp’sche Grubenbahn im Elbbachtal
Im Jahre 1872 kaufte die Friedrich Krupp AG die Grube Bindweide, führte dort den maschinellen Schachtbetrieb ein und baute ab Frühjahr 1882 zur Bewältigung der massiv steigenden Fördermengen an Eisenerz die Elbbachtalbahn als meterspurige Grubenanschlussbahn vom Stollenmund in Steinebach zum Staatsbahnhof Scheuerfeld. Die 7,3 Kilometer lange Strecke ging im Januar 1883 in Betrieb und überwand einen Höhenunterschied von 150 Metern.

### Schwierige Bedingungen für die öffentliche Trägerschaft
Da die Gründung einer Aktiengesellschaft scheiterte, versuchte der damals zur preußischen Rheinprovinz gehörende Kreis Altenkirchen das Projekt einer normalspurigen Strecke für den öffentlichen Verkehr in eigener Verantwortung zu verwirklichen. Man beauftragte die Berliner „AG für Bahnen und Tiefbauten Ph. Balke“ mit Bau und Betrieb der Kleinbahn „Scheuerfeld–Nauroth“. Am 10. Januar 1913 konnte die 17 Kilometer lange Strecke in Betrieb genommen werden und ersetzte ihre Vorgängerin. Ausgangspunkt war der Kleinbahnhof Scheuerfeld im Siegtal, durch das die Hauptstrecke Köln–Siegen führt, danach stieg die Strecke auf die Hochfläche des Gebhardshainer Landes zum heutigen Betriebsmittelpunkt Bindweide oberhalb von Steinebach und endete im Bahnhof Nauroth. Der Kreis übernahm ab 1. Oktober 1914 die Betriebsführung. Im ersten Betriebsjahr verkehrten täglich fünf Zugpaare.
1926 wurde zur Erschließung neuer Basaltbrüche ein Privatbahnanschluss von Bindweide in Richtung Weitefeld eröffnet, zwei Jahre später führte die Strecke bis Friedewald, und 1930 wurde sie bis Emmerzhausen verlängert. Zum 25. Mai 1939 wurde diese Anschlussbahn in eine nebenbahnähnliche Kleinbahn umgewandelt.
Durch Schließung von Basaltbrüchen und Erzgruben war die Strecke von Bindweide nach Nauroth unwirtschaftlich geworden. Sie wurde am 15. September 1931 stillgelegt und weiter westlich mit dem vorhandenen Oberbaumaterial neu gebaut, weil dadurch Gruben, die neu in Betrieb genommen werden sollten, besser erreicht werden konnten. Diese Strecke wurde am 21. März 1934 in Betrieb genommen. Die Bahn firmierte im Jahre 1941 als „Westerwaldbahn Scheuerfeld–Nauroth–Emmerzhausen“. Erst zum 1. April 1999 wurde der kommunale Eigenbetrieb in eine GmbH umgewandelt.
Der Personenverkehr spielte jahrzehntelang nur eine untergeordnete Rolle. 1948 verkehrten sechs Zugpaare Scheuerfeld–Weitefeld, fünf Zugpaare Bindweide–Nauroth, mit Anschluss in Bindweide. Er wurde – von zahlreichen Sonderfahrten abgesehen – am 30. Oktober 1960 auch auf dem zuletzt noch bedienten Abschnitt Scheuerfeld–Elkenroth eingestellt, da ein seit 1949 aufgebautes Linienbusnetz die Gemeinden des Einzugsgebietes ausreichend versorgte.
Zwischen Emmerzhausen und Friedewald wurde die Strecke 1970, weiter bis Oberdreisbach am 7. März 1977 stillgelegt. Die Strecke Bindweide–Nauroth war seit 1971 ohne Bedienung und wurde im April 1974 ab Rosenheim stillgelegt, 2010 auch der Rest, zusammen mit Weitefeld–Oberdreisbach.

### „Das Bombenbähnchen“: der Militäranschluss zur Lipper Höhe
1938 wurde von der Firma Voltmer aus Kreuztal ein Gleis von Emmerzhausen zum Militärflugplatz Lippe, dem heutigen Flughafen Siegerland, gelegt und auf dessen Gelände unter Gras trassiert. Bis dorthin lag die Strecke auf Holzschwellen mit Schienen der Preußischen Form 6 von 15 m Länge.
| Jahr | Wagen     | Jahr | Wagen   | Jahr | Wagen |
| ---- | --------- | ---- | ------- | ---- | ----- |
| 1939 | ca. 1.200 | 1941 | ca. 260 | 1943 | 16    |
| 1940 | ca. 760   | 1942 | ca. 30  | 1944 | 18    |

Diese staatliche Anschlussbahn ging am 1. August 1939 in Betrieb, wurde zum 1. Januar 1943 gesperrt und diese Anordnung nicht mehr aufgehoben.
Im April 1944 fuhr ein Sonderzug mit 16 Wagen auf Anordnung.
Der letzte Militärzug (kein Zug der Luftwaffe, sondern der Infanterie zur Mobilmachung für die Westfront) fuhr am 20. Dezember 1944.
Ab 10. Januar 1945 war die Strecke aufgrund von Bombentreffern hinter Emmerzhausen unbefahrbar und wurde erst im Oktober 1947 für die Firma Bong und den Rückbau darüber hinaus instand gesetzt.
An der staatlichen Gleisanlage gab es nach Kriegsende ein großes Interesse. Als erste meldete sich die Kotzenrother Lay, die die Gleise kaufen wollte, dann die Westerwaldbahn, die die staatlichen Gleise mit ihren Kriegsschäden verrechnen wollte. Wegen Direktionswechsel wurden die Gleise schließlich der Siegener Kreisbahn zugeschlagen, die sie im November 1947 abbauen und über die Bahn abfahren ließ. Mit Lok 11 der Eisern-Siegener Eisenbahn als Abbaulok war dies der einzige Zug, der 1947 ab Emmerzhausen mit 485 t Schrott gefahren ist.

### Zwischen Gesamtschließung und privater Initiative
Die Westerwaldbahn GmbH betrieb zwischen Scheuerfeld und Weitefeld noch regelmäßigen Güterverkehr und beförderte im Jahr um die 70.000 t (Stand 2013). Im Juni 2017 beschloss der Kreistag Altenkirchen die Einstellung des Güterverkehrs in eigenen Händen. Dies geschah auf der Stammstrecke am 29. Juli 2017, weil sich die Hauptuntersuchung der letzten betriebsfähigen Lokomotive angesichts des geringen Güteraufkommens nicht mehr gelohnt hätte. Die Strecke Bindweide–Weitefeld wurde gesperrt und nach Einleitung des Stilllegungsverfahrens am Bahnübergang Betzdorfer Straße in Elkenroth unterbrochen sowie dessen technische Sicherung in Schutzbach an der Daadetalbahn eingebaut. Die Reststrecke sollte nur noch zum Erreichen des Betriebswerkes in Bindweide dienen; bis Elben ist sie außerdem vorbereitet für den Transport großer Transformatoren für das Umspannwerk Dauersberg, so dass erst dort der Wechsel auf Sonderfahrzeuge für die Straße nötig ist.
Von Mai bis Oktober 2018 wurde wegen Bauarbeiten auf der L 288 (Steinerother Straße) in Betzdorf der Schulbusverkehr zwischen Gebhardshain-Steinebach und Scheuerfeld auf die Schiene verlagert.
Im Jahr 2020 bekundete die Spedition und Holzverwertung Mann in Langenbach bei Kirburg ihr Interesse, aus größerer Entfernung zugekauftes Holz über die Schiene zu ihren Anlagen zu transportieren, und führte gegen Jahresende mit einer Lokomotive der Kreisbahn Siegen-Wittgenstein einen erfolgreichen Testlauf mit Verladung auf Lkw erst am Abzweig Rosenheimer Lay durch. Für die Strecke ab Bindweide bot sie daraufhin einen höheren Preis als die Ortsgemeinde Elkenroth, die sich gegen jeden weiteren Bahnverkehr wehrt und auf der Trasse einen Radweg errichten möchte. Rechtskräftig beschlossen hat der Altenkirchener Kreistag den Verkauf Ende März 2023, jedoch hat Elkenroth sein Vorkaufsrecht auch zu dem niedrigeren Preis im April 2025 gerichtlich durchgesetzt, so dass wohl der Bebauungsplan nur mit dem Radweg und Parkplätzen auf der Bahntrasse umgesetzt wird.
Zur Sicherung der Holztransporte bewilligte das rheinland-pfälzische Wirtschaftsministerium Anfang 2024 eine Förderung in Höhe von rund 770.000 € für die Sanierung der Gleise und zweier Brücken zwischen Gebhardshain-Steinebach und der Rosenheimer Lay. Dies sind etwa 35 % der geplanten Investition.